# Copa do Mundo FIFA de 1986
A Copa (português brasileiro) ou Campeonato (português europeu) do Mundo FIFA de 1986 foi a 13ª Copa do Mundo disputada, e contou com a participação de 24 países divididos em seis grupos de quatro participantes cada um. De cada grupo os 2 primeiros colocados se classificavam diretamente às oitavas de final. Para completar as 16 seleções classificadas, os 4 terceiros colocados de melhor campanha conquistavam a vaga por índice técnico. No total 113 países participaram das eliminatórias.
A Copa de 1986 seria disputada na Colômbia. Porém, os graves problemas econômicos deste país impediram os colombianos de serem os anfitriões do torneio. A FIFA ofereceu a Copa para o Brasil, os Estados Unidos e o Canadá, em 1982, mas os governos desses três países recusaram. Então, o Mundial foi aceito pelo México, escolhido em 1983 para sediá-lo mais uma vez. Nem mesmo os terremotos um ano antes puseram em risco a realização da Copa.
A Seleção Argentina de Futebol foi a campeã e Diego Maradona eleito o melhor jogador da competição. Dados do portal Opta Sports revelam que Maradona foi o jogador com mais assistências (5), chances criadas (27) e dribles certos (53) em toda competição. Os 53 dribles certos de Maradona em 1986 são o recorde da história das Copas de um jogador no mesmo torneio desde quando os dados da Opta Sports começaram a ser coletados em 1966.

## Seleções participantes

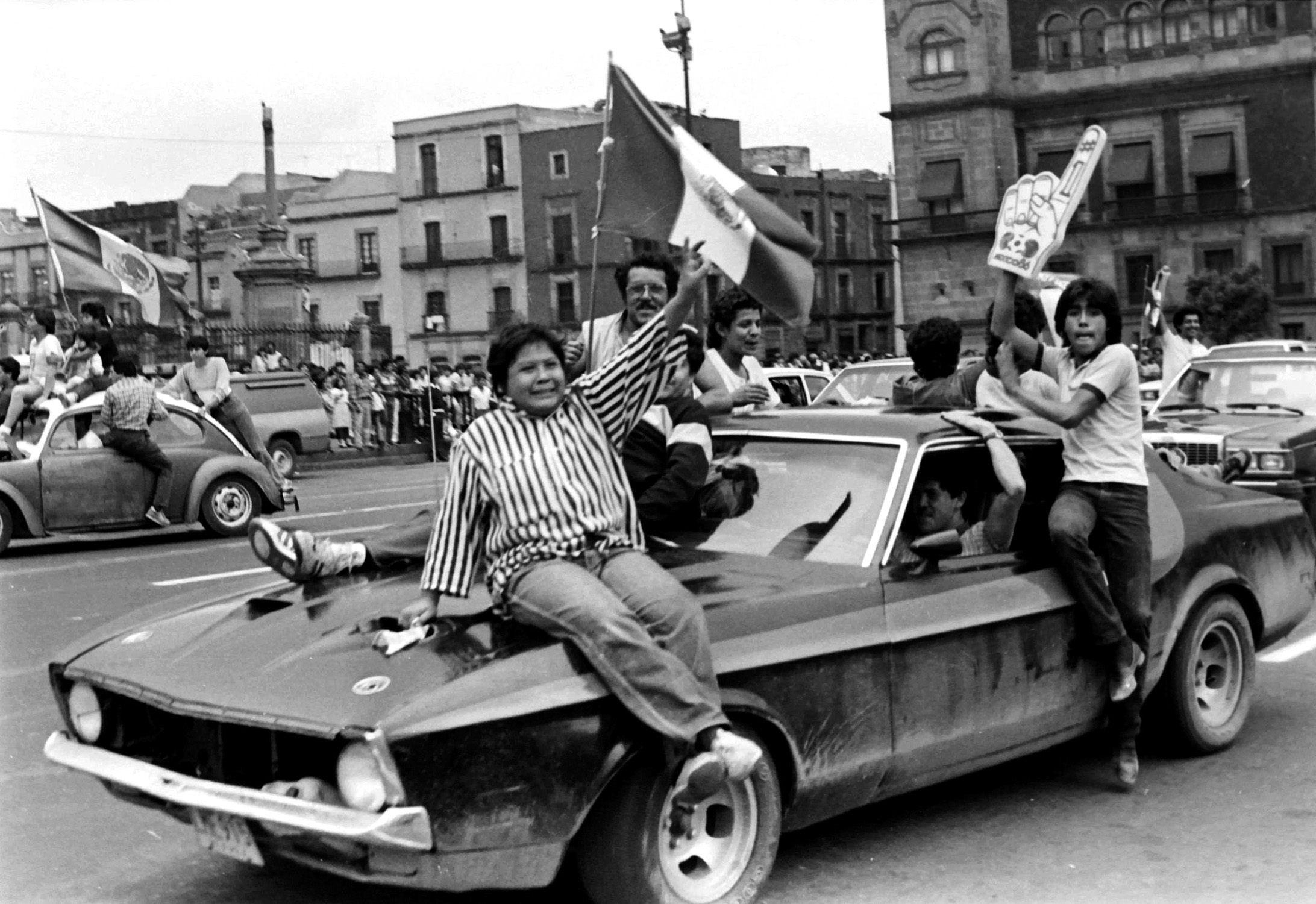
Celebrações de fãs mexicanos na praça principal da Cidade do México, 7 de junho de 1986.

### Sorteio
O sorteio foi realizado nos Estúdios de Televisão da Televisa na cidade do México, no dia 15 de Dezembro de 1985. Os cabeças de chave foram: Alemanha Ocidental, Brasil, França, Itália, México e Polônia.

### Países lusófonos

#### Brasil
- Colocação: 5º lugar
- Campanha: 5 jogos, 4 vitórias, 1 empate (o Brasil perdeu depois nos pênaltis para a França), 10 gols a favor e 1 gol contra.
- Jogos: Brasil 1 X 0 Espanha, Brasil 1 X 0 Argélia, Brasil 3 X 0 Irlanda do Norte, Brasil 4 X 0 Polónia e Brasil 1 X 1 França (Nos pênaltis, 4 a 3 para a França).

Brasil e França duelaram em Guadalajara. Após empate em 1 a 1, o Brasil teve a chance da vitória, mas Zico cobrou mal um pênalti defendido pelo goleiro francês Joël Bats. Na disputa de penais, o Brasil viu Sócrates errar a cobrança máxima, além do zagueiro Júlio César. Final 4 a 3 a favor da França.
Mesmo retendo a base da seleção que teve bom desempenho em 1982, o Brasil não tinha as mesmas expectativas por problemas como a saída do técnico Evaristo de Macedo - substituído por Telê Santana, o mesmo da Copa anterior - e o corte do atacante Renato Gaúcho, que levou o lateral Leandro a desistir do torneio, além de diversas contusões entre o time que viajou para o México. A seleção venceu todos os jogos da primeira fase, e nas oitavas de final bateu a Polônia por folgados 4 a 0. Nas quartas de final contra a França, Careca - artilheiro da seleção com 5 gols - abriu o placar, e o capitão francês Michel Platini empatou. Na segunda etapa, Zico errou uma cobrança de pênalti que tornou o craque bode expiatório da eliminação brasileira, já que o jogo permaneceu empatado no tempo regulamentar e na prorrogação, e nos pênaltis os franceses ganharam por 4 a 3, com Sócrates e Júlio César errando suas cobranças.

#### Portugal
Havia 20 anos que Portugal não participava de uma Copa. No sorteio das eliminatórias, Portugal ficou alinhado com Alemanha Ocidental, Tchecoslováquia, Suécia e Malta. Duas equipas por grupo iriam ao campeonato. Portugal começou bem, indo ganhar à Suécia por 1 a 0, em Estocolmo, a 12 de setembro de 1984. Foi a primeira vitória frente à Suécia. O gol foi de Gomes. Depois, no Porto, a 14 de outubro, Portugal derrotou a Tchecoslováquia por 2 a 1, com gols de Diamantino Miranda e Carlos Manuel; com Janecka pelos tchecoslovacos. Mas, um mês depois, a 14 de novembro, em Lisboa, Portugal cedeu 1 a 3 com a Suécia, com um golo de Rui Jordão, Nilsson e Prytz (2) pelos suecos. Em Malta, a 10 de Fevereiro, Portugal ganhou por 1 a 3, com golos de Gomes (2) e Carlos Manuel, Ferrugia marcou o gol dos malteses. Esse jogo caracterizou-se por ter sido jogado da parte da manhã, antes de almoço. Com a Alemanha Ocidental, em Lisboa, a 14 de Fevereiro, Portugal voltou a perder 1 a 2 (Diamantino marcou para Portugal; Völler e Pierre Littbarski marcaram para a Alemanha Ocidental). As esperanças de qualificação ficaram quase completamente arrasadas com mais uma derrota, desta vez em Praga, a 25 de setembro por 1 a 0, gol de Hruska. Com Malta, em Lisboa, Portugal venceu novamente, mas tangencialmente 3 a 2, com gols de Gomes (2) e José Rafael; Frederico marcou na sua própria baliza; Di Giorgio marcou também por Malta. Portugal foi para Stuttgart, e o que parecia impossível aconteceu. A Alemanha Ocidental perdeu para Portugal por 1 a 0, em casa, com um gol de fora da área de Carlos Manuel, carimbando o passaporte português para a Copa do México.
No México, Portugal ficou no grupo da Inglaterra, Polónia e Marrocos; à partida, este era um grupo acessível. A equipa portuguesa instalou-se em Saltillo. A 3 de junho de 1986, em Monterrei, Portugal estreou bem, vencendo a Inglaterra por 1 a 0, gol de Carlos Manuel. No entanto, os jogadores e a federação não chegavam a acordo sobre prémios de jogo. Havia problemas de indisciplina e entre o primeiro e o segundo jogo, os jogadores fizeram greve aos treinos. Além disso, o guarda-redes português Manuel Bento, partiu uma perna na véspera do segundo jogo, tendo sido substituído por Vítor Damas. A 7 de junho, também em Monterrey, Portugal defrontou a Polónia e perdeu por 0 a 1, com gol de Smolarek. A 11 de junho, em Guadalajara, Marrocos, que antes havia surpreendentemente empatado com Polónia e Inglaterra, ganhou 3 a 1 (Khairi (2) e Krimau; Diamantino). Portugal ficou em último lugar e foi eliminado. A greve de Saltillo deixou marcas profundas: a quase totalidade dos jogadores que foram ao campeonato do Mundo recusaram voltar a jogar pela selecção durante dois anos, e Portugal viu-se obrigado a jogar com uma equipa de reservistas.

## Sedes
| Cidade do México         | Cidade do México | Guadalajara | Puebla de Zaragoza   |
| ------------------------ | --- | --- | -------------------- |
| Estádio Azteca           | Estádio Olímpico Universitário | Estádio Jalisco | Estádio Cuauhtémoc   |
| Capacidade: 110.574      | Capacidade: 72.212 | Capacidade: 66.193 | Capacidade: 46.416   |
|                          | | |                      |
| San Nicolás de los Garza | México DC Guadalajara Puebla San Nicolás de los Garza Querétaro Monterrei León Nezahualcóyotl Irapuato Zapopan TolucaCopa do Mundo FIFA de 1986 (México) 1. Cidade do México 2. Guadalajara 3. Puebla 4. San Nicolas 5. Querétaro 6. Monterrei 7. León 8. Nezahualcóyotl 9. Irapuato 10. Zapopan 11. Toluca | México DC Guadalajara Puebla San Nicolás de los Garza Querétaro Monterrei León Nezahualcóyotl Irapuato Zapopan TolucaCopa do Mundo FIFA de 1986 (México) 1. Cidade do México 2. Guadalajara 3. Puebla 4. San Nicolas 5. Querétaro 6. Monterrei 7. León 8. Nezahualcóyotl 9. Irapuato 10. Zapopan 11. Toluca | Querétaro            |
| Estádio Universitario    | México DC Guadalajara Puebla San Nicolás de los Garza Querétaro Monterrei León Nezahualcóyotl Irapuato Zapopan TolucaCopa do Mundo FIFA de 1986 (México) 1. Cidade do México 2. Guadalajara 3. Puebla 4. San Nicolas 5. Querétaro 6. Monterrei 7. León 8. Nezahualcóyotl 9. Irapuato 10. Zapopan 11. Toluca | México DC Guadalajara Puebla San Nicolás de los Garza Querétaro Monterrei León Nezahualcóyotl Irapuato Zapopan TolucaCopa do Mundo FIFA de 1986 (México) 1. Cidade do México 2. Guadalajara 3. Puebla 4. San Nicolas 5. Querétaro 6. Monterrei 7. León 8. Nezahualcóyotl 9. Irapuato 10. Zapopan 11. Toluca | Estadio Corregidora  |
| Capacidade: 43.780       | México DC Guadalajara Puebla San Nicolás de los Garza Querétaro Monterrei León Nezahualcóyotl Irapuato Zapopan TolucaCopa do Mundo FIFA de 1986 (México) 1. Cidade do México 2. Guadalajara 3. Puebla 4. San Nicolas 5. Querétaro 6. Monterrei 7. León 8. Nezahualcóyotl 9. Irapuato 10. Zapopan 11. Toluca | México DC Guadalajara Puebla San Nicolás de los Garza Querétaro Monterrei León Nezahualcóyotl Irapuato Zapopan TolucaCopa do Mundo FIFA de 1986 (México) 1. Cidade do México 2. Guadalajara 3. Puebla 4. San Nicolas 5. Querétaro 6. Monterrei 7. León 8. Nezahualcóyotl 9. Irapuato 10. Zapopan 11. Toluca | Capacidade: 38.576   |
|                          | México DC Guadalajara Puebla San Nicolás de los Garza Querétaro Monterrei León Nezahualcóyotl Irapuato Zapopan TolucaCopa do Mundo FIFA de 1986 (México) 1. Cidade do México 2. Guadalajara 3. Puebla 4. San Nicolas 5. Querétaro 6. Monterrei 7. León 8. Nezahualcóyotl 9. Irapuato 10. Zapopan 11. Toluca | México DC Guadalajara Puebla San Nicolás de los Garza Querétaro Monterrei León Nezahualcóyotl Irapuato Zapopan TolucaCopa do Mundo FIFA de 1986 (México) 1. Cidade do México 2. Guadalajara 3. Puebla 4. San Nicolas 5. Querétaro 6. Monterrei 7. León 8. Nezahualcóyotl 9. Irapuato 10. Zapopan 11. Toluca |                      |
| Monterrei                | México DC Guadalajara Puebla San Nicolás de los Garza Querétaro Monterrei León Nezahualcóyotl Irapuato Zapopan TolucaCopa do Mundo FIFA de 1986 (México) 1. Cidade do México 2. Guadalajara 3. Puebla 4. San Nicolas 5. Querétaro 6. Monterrei 7. León 8. Nezahualcóyotl 9. Irapuato 10. Zapopan 11. Toluca | México DC Guadalajara Puebla San Nicolás de los Garza Querétaro Monterrei León Nezahualcóyotl Irapuato Zapopan TolucaCopa do Mundo FIFA de 1986 (México) 1. Cidade do México 2. Guadalajara 3. Puebla 4. San Nicolas 5. Querétaro 6. Monterrei 7. León 8. Nezahualcóyotl 9. Irapuato 10. Zapopan 11. Toluca | León                 |
| Estádio Tecnológico      | México DC Guadalajara Puebla San Nicolás de los Garza Querétaro Monterrei León Nezahualcóyotl Irapuato Zapopan TolucaCopa do Mundo FIFA de 1986 (México) 1. Cidade do México 2. Guadalajara 3. Puebla 4. San Nicolas 5. Querétaro 6. Monterrei 7. León 8. Nezahualcóyotl 9. Irapuato 10. Zapopan 11. Toluca | México DC Guadalajara Puebla San Nicolás de los Garza Querétaro Monterrei León Nezahualcóyotl Irapuato Zapopan TolucaCopa do Mundo FIFA de 1986 (México) 1. Cidade do México 2. Guadalajara 3. Puebla 4. San Nicolas 5. Querétaro 6. Monterrei 7. León 8. Nezahualcóyotl 9. Irapuato 10. Zapopan 11. Toluca | Estádio León         |
| Capacidade: 33.805       | México DC Guadalajara Puebla San Nicolás de los Garza Querétaro Monterrei León Nezahualcóyotl Irapuato Zapopan TolucaCopa do Mundo FIFA de 1986 (México) 1. Cidade do México 2. Guadalajara 3. Puebla 4. San Nicolas 5. Querétaro 6. Monterrei 7. León 8. Nezahualcóyotl 9. Irapuato 10. Zapopan 11. Toluca | México DC Guadalajara Puebla San Nicolás de los Garza Querétaro Monterrei León Nezahualcóyotl Irapuato Zapopan TolucaCopa do Mundo FIFA de 1986 (México) 1. Cidade do México 2. Guadalajara 3. Puebla 4. San Nicolas 5. Querétaro 6. Monterrei 7. León 8. Nezahualcóyotl 9. Irapuato 10. Zapopan 11. Toluca | Capacidade: 30.531   |
|                          | México DC Guadalajara Puebla San Nicolás de los Garza Querétaro Monterrei León Nezahualcóyotl Irapuato Zapopan TolucaCopa do Mundo FIFA de 1986 (México) 1. Cidade do México 2. Guadalajara 3. Puebla 4. San Nicolas 5. Querétaro 6. Monterrei 7. León 8. Nezahualcóyotl 9. Irapuato 10. Zapopan 11. Toluca | México DC Guadalajara Puebla San Nicolás de los Garza Querétaro Monterrei León Nezahualcóyotl Irapuato Zapopan TolucaCopa do Mundo FIFA de 1986 (México) 1. Cidade do México 2. Guadalajara 3. Puebla 4. San Nicolas 5. Querétaro 6. Monterrei 7. León 8. Nezahualcóyotl 9. Irapuato 10. Zapopan 11. Toluca |                      |
| Nezahualcoyotl           | Irapuato | Zapopan | Toluca               |
| Estadio Neza 86          | Estádio Sergio León Chávez | Estádio Tres de Marzo | Estádio Nemesio Díez |
| Capacidade: 34.536       | Capacidade: 31.336 | Capacidade: 30.015 | Capacidade: 32.612   |
|                          | | |                      |

## Transmissão
Em 1986 as emissoras que exibiram a Copa do Mundo foram as redes Globo, Manchete e Sistema Brasileiro de Televisão; no caso desta última, a transmissão foi realizada em conjunto com a RecordTV/REI, uma vez que Silvio Santos era co-proprietário desta juntamente com o empresário Paulo Machado de Carvalho.

## Primeira Fase
|  | Equipes classificadas para a fase final                 |
|  | Equipes classificadas como melhores terceiras colocadas |
|  | Equipes eliminadas                                      |

### Grupo A
| Pos. | Seleção       | Pts | J | V | E | D | GP | GC | SG |
| ---- | ------------- | --- | - | - | - | - | -- | -- | -- |
| 1    | Argentina     | 5   | 3 | 2 | 1 | 0 | 6  | 2  | +4 |
| 2    | Itália        | 4   | 3 | 1 | 2 | 0 | 5  | 4  | +1 |
| 3    | Bulgária      | 2   | 3 | 0 | 2 | 1 | 2  | 4  | –2 |
| 4    | Coreia do Sul | 1   | 3 | 0 | 1 | 2 | 4  | 7  | –3 |

| 31 de maio | Bulgária    | 1 – 1     | Itália        | Estádio Azteca, Cidade do México              |
| 12:00      | Sirakov 85' | Relatório | Altobelli 44' | Público: 96 000 Árbitro: SWE Erik Fredriksson |

| 2 de junho | Argentina                     | 3 – 1     | Coreia do Sul      | Estádio Olímpico Universitário, Cidade do México        |
| 12:00      | Valdano 6', 46' · Ruggeri 18' | Relatório | Park Chang-sun 73' | Público: 60 000 Árbitro: ESP Victoriano Sánchez Arminio |

| 5 de junho | Itália              | 1 – 1     | Argentina    | Estádio Cuauhtémoc, Puebla de Zaragoza  |
| 12:00      | Altobelli 6' (pen.) | Relatório | Maradona 34' | Público: 32 000 Árbitro: NED Jan Keizer |

| 5 de junho | Coreia do Sul    | 1 – 1     | Bulgária  | Estádio Olímpico Universitário, Cidade do México |
| 16:00      | Kim Jong-boo 70' | Relatório | Getov 11' | Público: 45 000 Árbitro: KSA Fallaj Al-Shanar    |

| 10 de junho | Coreia do Sul                       | 2 – 3     | Itália                                        | Estádio Cuauhtémoc, Puebla de Zaragoza   |
| 12:00       | Choi Soon-ho 62' · Huh Jung-moo 83' | Relatório | Altobelli 17', 73' · Cho Kwang-rae 82' (g.c.) | Público: 20 000 Árbitro: USA David Socha |

| 10 de junho | Argentina                   | 2 – 0     | Bulgária | Estádio Olímpico Universitário, Cidade do México |
| 12:00       | Valdano 4' · Burruchaga 77' | Relatório |          | Público: 65 000 Árbitro: CRC Berny Ulloa Morera  |

### Grupo B
| Pos. | Seleção  | Pts | J | V | E | D | GP | GC | SG |
| ---- | -------- | --- | - | - | - | - | -- | -- | -- |
| 1    | México   | 5   | 3 | 2 | 1 | 0 | 4  | 2  | +2 |
| 2    | Paraguai | 4   | 3 | 1 | 2 | 0 | 4  | 3  | +1 |
| 3    | Bélgica  | 3   | 3 | 1 | 1 | 1 | 5  | 5  | 0  |
| 4    | Iraque   | 0   | 3 | 0 | 0 | 3 | 1  | 4  | –3 |

| 3 de junho | Bélgica         | 1 – 2     | México                     | Estádio Azteca, Cidade do México              |
| 12:00      | Vandenbergh 45' | Relatório | Quirarte 23' · Sánchez 39' | Público: 110 000 Árbitro: ARG Carlos Espósito |

| 4 de junho | Paraguai     | 1 – 0     | Iraque | Estádio Nemesio Díez, Toluca                    |
| 12:00      | Romerito 35' | Relatório |        | Público: 24 000 Árbitro: MRT Edwin Picon-Ackong |

| 7 de junho | México    | 1 – 1     | Paraguai     | Estádio Azteca, Cidade do México              |
| 12:00      | Flores 3' | Relatório | Romerito 85' | Público: 114 600 Árbitro: ENG George Courtney |

| 8 de junho | Iraque    | 1 – 2     | Bélgica                        | Estádio Nemesio Díez, Toluca            |
| 12:00      | Radhi 59' | Relatório | Scifo 16' · Claesen 21' (pen.) | Público: 20 000 Árbitro: COL Jesús Díaz |

| 11 de junho | Paraguai         | 2 – 2     | Bélgica                    | Estádio Nemesio Díez, Toluca                |
| 12:00       | Cabañas 50', 76' | Relatório | Vercauteren 30' · Veyt 59' | Público: 16 000 Árbitro: BUL Bogdan Dotchev |

| 11 de junho | Iraque | 0 – 1     | México       | Estádio Azteca, Cidade do México             |
| 12:00       |        | Relatório | Quirarte 54' | Público: 103 763 Árbitro: YUG Zoran Petrović |

### Grupo C
| Pos. | Seleção         | Pts | J | V | E | D | GP | GC | SG |
| ---- | --------------- | --- | - | - | - | - | -- | -- | -- |
| 1    | União Soviética | 5   | 3 | 2 | 1 | 0 | 9  | 1  | +8 |
| 2    | França          | 5   | 3 | 2 | 1 | 0 | 5  | 1  | +4 |
| 3    | Hungria         | 2   | 3 | 1 | 0 | 2 | 2  | 9  | –7 |
| 4    | Canadá          | 0   | 3 | 0 | 0 | 3 | 0  | 5  | –5 |

| 1 de junho | Canadá | 0 – 1     | França                | Estádio León, León                     |
| 16:00      |        | Relatório | Jean-Pierre Papin 79' | Público: 36,000 Árbitro: Silva (Chile) |

| 2 de junho | União Soviética                                                                             | 6 – 0     | Hungria | Estádio Sergio León Chavez, Irapuato      |
| 12:00      | Yakovenko 2' · Aleinikov 4' · Belanov 24' (pen.) · Yaremchuk 66' · Dajka 73' · Rodionov 80' | Relatório |         | Público: 16,500 Árbitro: Agnolin (Itália) |

| 5 de junho | França             | 1 – 1     | União Soviética  | Estadio Nou Camp, León                        |
| 12:00      | Luis Fernández 60' | Relatório | Vasilly Rats 53' | Público: 36,500 Árbitro: Arppi Filho (Brasil) |

| 6 de junho | Hungria                   | 2 – 0     | Canadá | Estádio Sergio León Chavez, Irapuato       |
| 12:00      | Esterházy 2' · Détári 75' | Relatório |        | Público: Al-Sharif (Síria) Árbitro: 14,000 |

| 9 de junho | França                                                          | 3 – 0     | Hungria | Estádio León, León                          |
| 12:00      | Yannick Stopyra 29' · Jean Tigana 62' · Dominique Rocheteau 84' | Relatório |         | Público: Valente (Portugal) Árbitro: 31,000 |

| 9 de junho | União Soviética                          | 2 – 0     | Canadá | Estádio Sergio León Chavez, Irapuato   |
| 12:00      | Oleg Blokhin 58' · Aleksandr Zavarov 74' | Relatório |        | Público: 14,200 Árbitro: Traoré (Mali) |

### Grupo D
| Pos. | Seleção          | Pts | J | V | E | D | GP | GC | SG |
| ---- | ---------------- | --- | - | - | - | - | -- | -- | -- |
| 1    | Brasil           | 6   | 3 | 3 | 0 | 0 | 5  | 0  | +5 |
| 2    | Espanha          | 4   | 3 | 2 | 0 | 1 | 5  | 2  | +3 |
| 3    | Irlanda do Norte | 1   | 3 | 0 | 1 | 2 | 2  | 6  | –4 |
| 4    | Argélia          | 1   | 3 | 0 | 1 | 2 | 1  | 5  | –4 |

| 1 de junho | Espanha | 0 – 1     | Brasil       | Estádio Jalisco, Guadalajara                   |
| 12:00      |         | Relatório | Sócrates 62' | Público: 65,000 Árbitro: Bambridge (Austrália) |

| 3 de junho | Argélia    | 1 – 1     | Irlanda do Norte | Estádio Tres de Marzo, Guadalajara                 |
| 12:00      | Zidane 59' | Relatório | Whiteside 6'     | Público: 22,000 Árbitro: Butenko (União Soviética) |

| 6 de junho | Brasil     | 1 – 0     | Argélia | Estádio Jalisco, Guadalajara                |
| 12:00      | Careca 66' | Relatório |         | Público: 48,000 Árbitro: Méndez (Guatemala) |

| 7 de junho | Irlanda do Norte | 1 – 2     | Espanha                     | Estádio Tres de Marzo, Guadalajara           |
| 12:00      | Clarke 46'       | Relatório | Butragueño 1' · Salinas 18' | Público: 28,000 Árbitro: Brummeier (Áustria) |

| 12 de junho | Brasil                        | 3 – 0     | Irlanda do Norte | Estádio Jalisco, Guadalajara                          |
| 12:00       | Careca 15', 87' · Josimar 42' | Relatório |                  | Público: 51,000 Árbitro: Kirschen (Alemanha Oriental) |

| 12 de junho | Espanha                           | 3 – 0     | Argélia | Estádio Tecnológico, Monterrei          |
| 12:00       | Calderé 15', 68' · Eloy Olaya 70' | Relatório |         | Público: 20,000 Árbitro: Takada (Japão) |

### Grupo E
| Pos. | Seleção            | Pts | J | V | E | D | GP | GC | SG |
| ---- | ------------------ | --- | - | - | - | - | -- | -- | -- |
| 1    | Dinamarca          | 6   | 3 | 3 | 0 | 0 | 9  | 1  | +8 |
| 2    | Alemanha Ocidental | 3   | 3 | 1 | 1 | 1 | 3  | 4  | –1 |
| 3    | Uruguai            | 2   | 3 | 0 | 2 | 1 | 2  | 7  | –5 |
| 4    | Escócia            | 1   | 3 | 0 | 1 | 2 | 1  | 3  | –2 |

| 4 de junho | Alemanha Ocidental | 1 – 1     | Uruguai      | Estádio La Corregidora, Quéretaro                  |
| 12:00      | Allofs 84'         | Relatório | Alzamendi 4' | Público: 30,000 Árbitro: Christov (Checoslováquia) |

| 4 de junho | Escócia | 0 – 1     | Dinamarca         | Estádio Neza 86, Nezahualcóyotl           |
| 16:00      |         | Relatório | Elkjær Larsen 57' | Público: 18,000 Árbitro: Nemeth (Hungria) |

| 8 de junho | Alemanha Ocidental      | 2 – 1     | Escócia      | Estadio La Corregidora, Querétaro       |
| 12:00      | Völler 23' · Allofs 49' | Relatório | Strachan 18' | Público: 30,000 Árbitro: Igna (Romênia) |

| 8 de junho | Dinamarca                                                            | 6 – 1     | Uruguai                | Estádio Neza 86, Nezahualcóyotl           |
| 16:00      | Elkjær Larsen 11', 67', 80' · Lerby 41' · Laudrup 52' · J. Olsen 88' | Relatório | Francescoli 45' (pen.) | Público: 26,000 Árbitro: Ramírez (México) |

| 13 de junho | Dinamarca                        | 2 – 0     | Alemanha Ocidental | Estádio La Corregidora, Querétaro         |
| 12:00       | J. Olsen 43' (pen) · Eriksen 62' | Relatório |                    | Público: 36,000 Árbitro: Ponnet (Bélgica) |

| 13 de junho | Uruguai | 0 – 0     | Escócia | Estádio Neza 86, Nezahualcóyotl           |
| 12:00       |         | Relatório |         | Público: 20,000 Árbitro: Quiniou (França) |

### Grupo F
| Pos. | Seleção    | Pts | J | V | E | D | GP | GC | SG |
| ---- | ---------- | --- | - | - | - | - | -- | -- | -- |
| 1    | Marrocos   | 4   | 3 | 1 | 2 | 0 | 3  | 1  | +2 |
| 2    | Inglaterra | 3   | 3 | 1 | 1 | 1 | 3  | 1  | +2 |
| 3    | Polónia    | 3   | 3 | 1 | 1 | 1 | 1  | 3  | –2 |
| 4    | Portugal   | 2   | 3 | 1 | 0 | 2 | 2  | 4  | –2 |

| 2 de junho | Marrocos | 0 – 0     | Polónia | Estádio Universitario, Monterrei         |
| 16:00      |          | Relatório |         | Público: 19,000 Árbitro: Bazan (Uruguai) |

| 3 de junho | Portugal          | 1 – 0     | Inglaterra | Estádio Tecnológico, Monterrei                     |
| 16:00      | Carlos Manuel 76' | Relatório |            | Público: 23,000 Árbitro: Roth (Alemanha Ocidental) |

| 6 de junho | Inglaterra | 0 – 0     | Marrocos | Estádio Tecnológico, Monterrei               |
| 16:00      |            | Relatório |          | Público: 20,000 Árbitro: González (Paraguai) |

| 7 de junho | Polónia      | 1 – 0     | Portugal | Estádio Universitario, Monterrei                       |
| 16:00      | Smolarek 68' | Relatório |          | Público: 20,000 Árbitro: Árbitro: Bin Nasser (Tunísia) |

| 11 de junho | Inglaterra           | 3 – 0     | Polónia | Estádio Tecnológico, Monterrei         |
| 16:00       | Lineker 9', 14', 34' | Relatório |         | Público: 23,000 Árbitro: Daina (Suíça) |

| 11 de junho | Portugal       | 1 – 3     | Marrocos                           | Estádio Tres de Marzo, Guadalajara                 |
| 16:00       | Diamantino 80' | Relatório | Khairi 19', 26' · Merry Krimau 62' | Público: 24,000 Árbitro: Snoddy (Irlanda do Norte) |

### Índice técnico dos terceiros colocados
| Pos. | Seleção          | Pts | J | V | E | D | GP | GC | SG | Grupo |
| ---- | ---------------- | --- | - | - | - | - | -- | -- | -- | ----- |
| 1    | Bélgica          | 3   | 3 | 1 | 1 | 1 | 5  | 5  | 0  | B     |
| 2    | Polónia          | 3   | 3 | 1 | 1 | 1 | 1  | 3  | –2 | F     |
| 3    | Bulgária         | 2   | 3 | 0 | 2 | 1 | 2  | 4  | –2 | A     |
| 4    | Uruguai          | 2   | 3 | 0 | 2 | 1 | 2  | 7  | −5 | E     |
| 5    | Hungria          | 2   | 3 | 1 | 0 | 2 | 2  | 9  | −7 | C     |
| 6    | Irlanda do Norte | 1   | 3 | 0 | 1 | 2 | 2  | 6  | −4 | D     |

## Fase final
|  | Oitavas de final               | Oitavas de final          |                                |       | Quartas de final | Quartas de final |                      |                      | Semifinais | Semifinais |  |  | Final | Final |
|  |                                |                           |                                |       |                  |                  |                      |                      |            |            |  |  |       |       |
|  | 16 de junho – Puebla           |                           |                                |       |                  |                  |                      |                      |            |            |  |  |       |       |
|  |                                |                           |                                |       |                  |                  |                      |                      |            |            |  |  |       |       |
|  | Argentina                      | 1                         |                                |       |                  |                  |                      |                      |            |            |  |  |       |       |
|  | Argentina                      | 1                         | 22 de junho – Cidade do México |       |                  |                  |                      |                      |            |            |  |  |       |       |
|  | Uruguai                        | 0                         |                                |       |                  |                  |                      |                      |            |            |  |  |       |       |
|  | Uruguai                        | 0                         | Argentina                      | 2     |                  |                  |                      |                      |            |            |  |  |       |       |
|  | 18 de junho – Cidade do México |                           | Argentina                      | 2     |                  |                  |                      |                      |            |            |  |  |       |       |
|  |                                | Inglaterra                | 1                              |       |                  |                  |                      |                      |            |            |  |  |       |       |
|  | Inglaterra                     | Inglaterra                | 1                              | 3     |                  |                  |                      |                      |            |            |  |  |       |       |
|  | Inglaterra                     |                           | 25 de junho – Cidade do México | 3     |                  |                  |                      |                      |            |            |  |  |       |       |
|  | Paraguai                       | 0                         |                                |       |                  |                  |                      |                      |            |            |  |  |       |       |
|  | Paraguai                       | 0                         | Argentina                      | 2     |                  |                  |                      |                      |            |            |  |  |       |       |
|  | 18 de junho – Querétaro        |                           | Argentina                      | 2     |                  |                  |                      |                      |            |            |  |  |       |       |
|  |                                | Bélgica                   | 0                              |       |                  |                  |                      |                      |            |            |  |  |       |       |
|  | Dinamarca                      | Bélgica                   | 0                              | 1     |                  |                  |                      |                      |            |            |  |  |       |       |
|  | Dinamarca                      | 22 de junho – Puebla      |                                | 1     |                  |                  |                      |                      |            |            |  |  |       |       |
|  | Espanha                        | 5                         |                                |       |                  |                  |                      |                      |            |            |  |  |       |       |
|  | Espanha                        | 5                         | Espanha                        | 1 (4) |                  |                  |                      |                      |            |            |  |  |       |       |
|  | 15 de junho – León             |                           | Espanha                        | 1 (4) |                  |                  |                      |                      |            |            |  |  |       |       |
|  |                                | Bélgica (pen)             | 1 (5)                          |       |                  |                  |                      |                      |            |            |  |  |       |       |
|  | União Soviética                | Bélgica (pen)             | 1 (5)                          | 3     |                  |                  |                      |                      |            |            |  |  |       |       |
|  | União Soviética                |                           | 29 de junho – Cidade do México | 3     |                  |                  |                      |                      |            |            |  |  |       |       |
|  | Bélgica (pro)                  | 4                         |                                |       |                  |                  |                      |                      |            |            |  |  |       |       |
|  | Bélgica (pro)                  | 4                         | Argentina                      | 3     |                  |                  |                      |                      |            |            |  |  |       |       |
|  | 16 de junho – Guadalajara      |                           | Argentina                      | 3     |                  |                  |                      |                      |            |            |  |  |       |       |
|  |                                | Alemanha Ocidental        | 2                              |       |                  |                  |                      |                      |            |            |  |  |       |       |
|  | Brasil                         | Alemanha Ocidental        | 2                              | 4     |                  |                  |                      |                      |            |            |  |  |       |       |
|  | Brasil                         | 21 de junho – Guadalajara |                                | 4     |                  |                  |                      |                      |            |            |  |  |       |       |
|  | Polónia                        | 0                         |                                |       |                  |                  |                      |                      |            |            |  |  |       |       |
|  | Polónia                        | 0                         | Brasil                         | 1 (3) |                  |                  |                      |                      |            |            |  |  |       |       |
|  | 17 de junho – Cidade do México |                           | Brasil                         | 1 (3) |                  |                  |                      |                      |            |            |  |  |       |       |
|  |                                | França (pen)              | 1 (4)                          |       |                  |                  |                      |                      |            |            |  |  |       |       |
|  | Itália                         | França (pen)              | 1 (4)                          | 0     |                  |                  |                      |                      |            |            |  |  |       |       |
|  | Itália                         |                           | 25 de junho – Guadalajara      | 0     |                  |                  |                      |                      |            |            |  |  |       |       |
|  | França                         | 2                         |                                |       |                  |                  |                      |                      |            |            |  |  |       |       |
|  | França                         | 2                         | França                         | 0     |                  |                  |                      |                      |            |            |  |  |       |       |
|  | 17 de junho – Monterrey        |                           | França                         | 0     |                  |                  |                      |                      |            |            |  |  |       |       |
|  |                                | Alemanha Ocidental        | 2                              |       | Terceiro lugar   | Terceiro lugar   |                      |                      |            |            |  |  |       |       |
|  | Marrocos                       | Alemanha Ocidental        | 2                              | 0     | Terceiro lugar   | Terceiro lugar   |                      |                      |            |            |  |  |       |       |
|  | Marrocos                       | 21 de junho – Monterrey   | 21 de junho – Monterrey        | 0     |                  |                  | 28 de junho – Puebla | 28 de junho – Puebla |            |            |  |  |       |       |
|  | Alemanha Ocidental             | 21 de junho – Monterrey   | 21 de junho – Monterrey        | 1     |                  |                  | 28 de junho – Puebla | 28 de junho – Puebla |            |            |  |  |       |       |
|  | Alemanha Ocidental             | Alemanha Ocidental (pen)  | 0 (4)                          | 1     | Bélgica          | 2                |                      |                      |            |            |  |  |       |       |
|  | 15 de junho – Cidade do México | Alemanha Ocidental (pen)  | 0 (4)                          |       | Bélgica          | 2                |                      |                      |            |            |  |  |       |       |
|  |                                | México                    | 0 (1)                          |       | França (pro)     | 4                |                      |                      |            |            |  |  |       |       |
|  | México                         | México                    | 0 (1)                          | 2     | França (pro)     | 4                |                      |                      |            |            |  |  |       |       |
|  | México                         |                           |                                | 2     |                  |                  |                      |                      |            |            |  |  |       |       |
|  | Bulgária                       | 0                         |                                |       |                  |                  |                      |                      |            |            |  |  |       |       |
|  | Bulgária                       | 0                         |                                |       |                  |                  |                      |                      |            |            |  |  |       |       |

### Oitavas de Final
| 15 de junho | México                   | 2 – 0     | Bulgária | Estádio Azteca, Cidade do México               |
| 12:00       | Negrete 34' · Servín 61' | Relatório |          | Público: 114,000 Árbitro: Arppi Filho (Brasil) |

| 15 de junho | União Soviética               | 3 – 4 (pro) | Bélgica                                               | Estádio León, León                            |
| 16:00       | Belanov 27', 70', 111' (pen.) | Relatório   | Scifo 56' · Ceulemans 77' · Demol 102' · Claesen 110' | Público: 32,300 Árbitro: Fredriksson (Suécia) |

| 16 de junho | Brasil                                                             | 4 – 0     | Polónia | Estádio Jalisco, Guadalajara                       |
|             | Sócrates 30' (pen.) · Josimar 55' · Edinho 79' · Careca 83' (pen.) | Relatório |         | Público: 45,000 Árbitro: Roth (Alemanha Ocidental) |

| 16 de junho | Argentina    | 1 – 0     | Uruguai | Estádio Cuauhtémoc, Puebla de Zaragoza    |
| 16:00       | Pasculli 42' | Relatório |         | Público: 26,000 Árbitro: Agnolin (Itália) |

| 17 de junho | Itália | 0 – 2     | França                    | Estádio Olímpico Universitário, Cidade do México |
| 12:00       |        | Relatório | Platini 15' · Stopyra 57' | Público: 70,000 Árbitro: Espósito (Argentina)    |

| 17 de junho | Marrocos | 0 – 1     | Alemanha Ocidental | Estádio Universitario, Monterrei               |
| 16:00       |          | Relatório | Matthäus 87'       | Público: 19,000 Árbitro: Petrović (Jugoslávia) |

| 18 de junho | Inglaterra                       | 3 – 0     | Paraguai | Estádio Azteca, Cidade do México           |
| 12:00       | Lineker 31', 73' · Beardsley 56' | Relatório |          | Público: 99,000 Árbitro: Al Sharif (Síria) |

| 18 de junho | Dinamarca           | 1 – 5     | Espanha                                                      | Estadio La Corregidora, Querétaro               |
| 16:00       | J. Olsen 33' (pen.) | Relatório | Butragueño 43', 56', 80', 88' (pen.) · Goikoetxea 68' (pen.) | Público: 38,500 Árbitro: Keizer (Países Baixos) |

### Quartas de Final
| 21 de junho | Brasil     | 1 – 1 (pro) | França      | Estádio Jalisco, Guadalajara            |
| 12:00       | Careca 17' | Relatório   | Platini 40' | Público: 65,000 Árbitro: Igna (Romênia) |

|                                         |       | Penalidades                              |  |
| Sócrates Alemão Zico Branco Júlio César | 3 – 4 | Stopyra Amoros Bellone Platini Fernández |  |

| 21 de junho | Alemanha Ocidental | 0 – 0 (pro) | México | Estádio Universitario, Monterrei         |
| 16:00       |                    | Relatório   |        | Público: 44,000 Árbitro: Díaz (Colômbia) |

|                                   |       | Penalidades             |  |
| Allofs Brehme Matthäus Littbarski | 4 – 1 | Negrete Quirarte Servín |  |

| 22 de junho | Argentina         | 2 – 1     | Inglaterra  | Estádio Azteca, Cidade do México               |
| 12:00       | Maradona 51', 55' | Relatório | Lineker 81' | Público: 115,000 Árbitro: Bin Nasser (Tunísia) |

| 22 de junho | Espanha   | 1 – 1 (pro) | Bélgica       | Estádio Cuauhtémoc, Puebla de Zaragoza                |
| 16:00       | Señor 85' | Relatório   | Ceulemans 35' | Público: 45,000 Árbitro: Kirschen (Alemanha Oriental) |

|                                     |       | Penalidades                               |  |
| Señor Eloy Chendo Butragueño Víctor | 4 – 5 | Claesen Scifo Broos Vervoort van der Elst |  |

### Semifinais
| 25 de junho | França | 0 – 2     | Alemanha Ocidental     | Estádio Jalisco, Guadalajara              |
| 12:00       |        | Relatório | Brehme 9' · Völler 89' | Público: 50,000 Árbitro: Agnolin (Itália) |

| 25 de junho | Argentina         | 2 – 0     | Bélgica | Estádio Azteca, Cidade do México           |
| 16:00       | Maradona 51', 63' | Relatório |         | Público: 110,000 Árbitro: Ramírez (México) |

### Disputa de 3º Lugar
| 28 de junho | Bélgica                     | 2 – 4 (pro) | França                                                      | Estádio Cuauhtémoc, Puebla de Zaragoza         |
| 16:00       | Ceulemans 11' · Claesen 73' | Relatório   | Ferreri 27' · Papin 43' · Genghini 104' · Amoros 111' (pen) | Público: 21,000 Árbitro: Courtney (Inglaterra) |

### Final

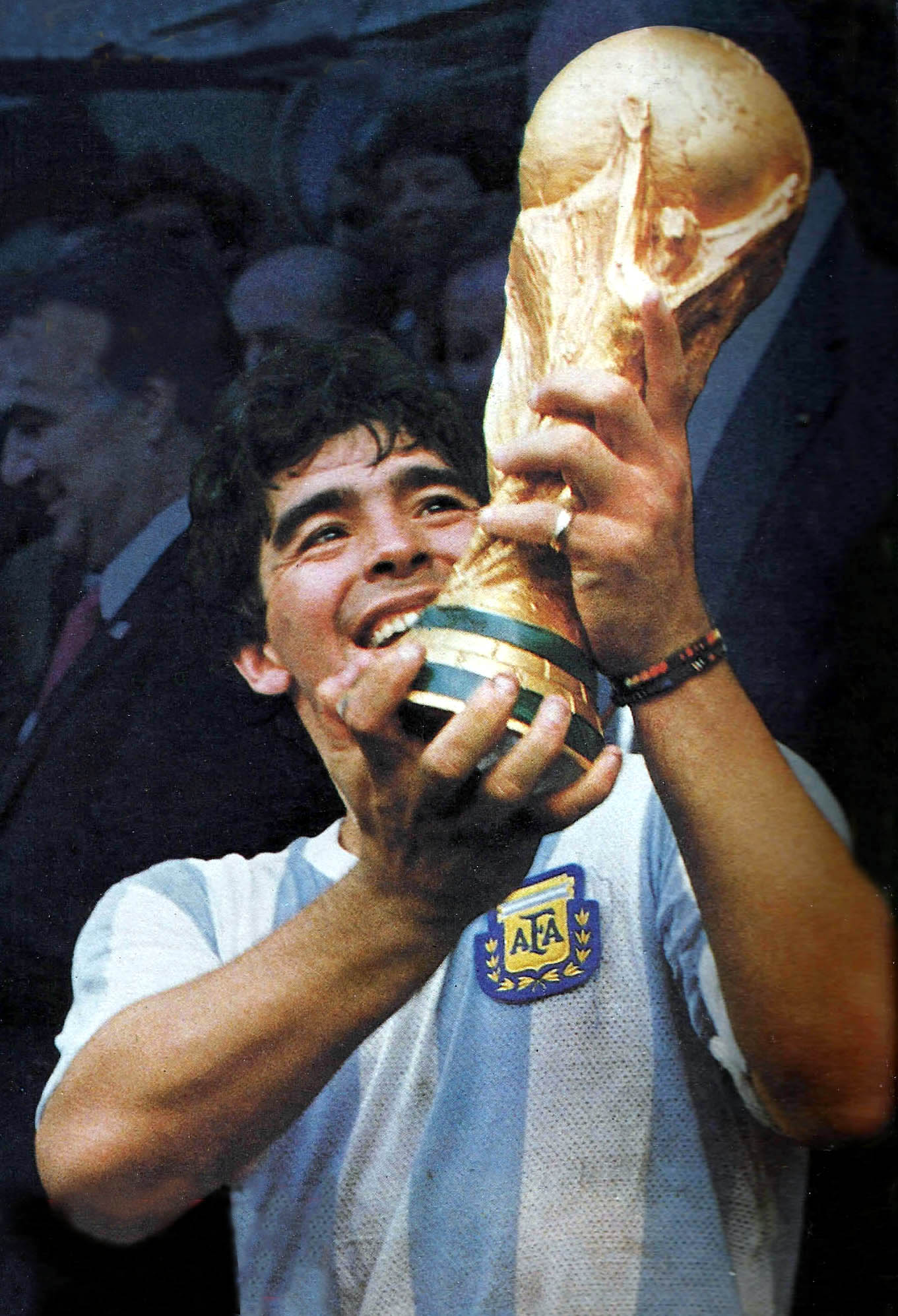
Diego Maradona ergue a taça do torneio conquistada pela seleção argentina.

| 29 de junho de 1986 | Argentina                                | 3 - 2     | Alemanha                    | Estádio Azteca, Cidade do México                   |
| 12:00               | Brown 21' · Valdano 56' · Burruchaga 84' | Relatório | Rummenigge 74' · Völler 81' | Público: 114 600 Árbitro: BRA Romualdo Arppi Filho |

| Argentina | Alemanha Ocidental |

## Classificação final

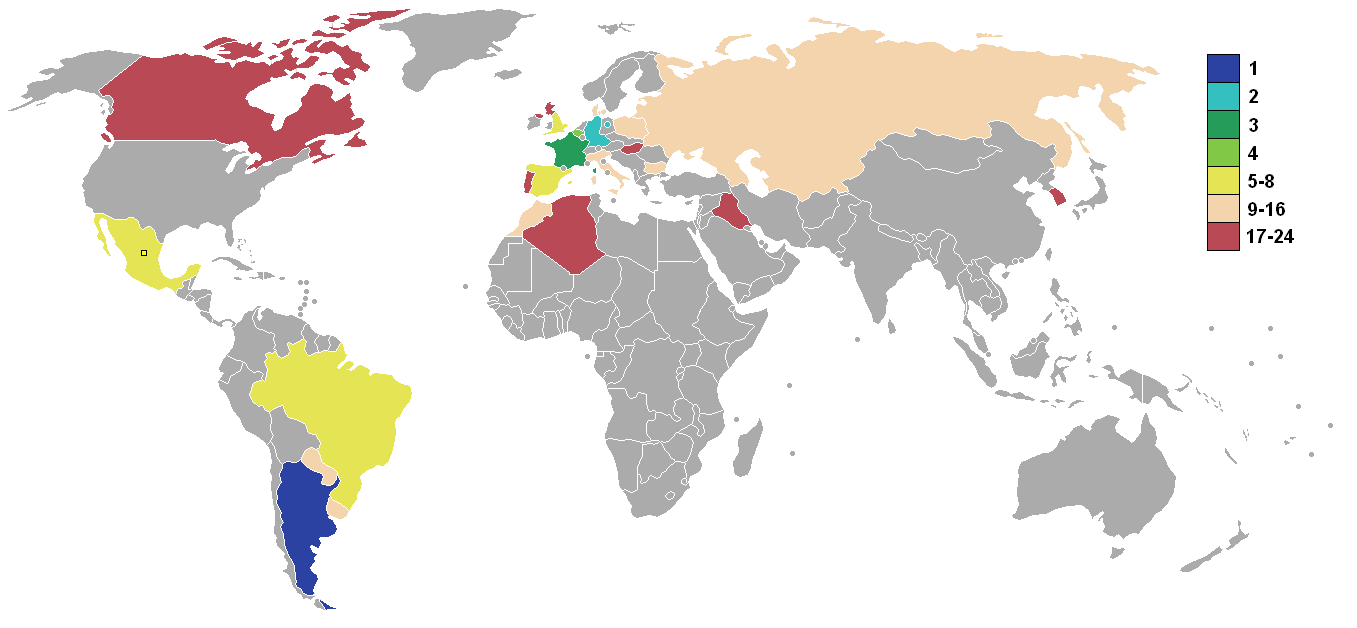

A classificação final é determinada através da fase em que a seleção alcançou e a sua pontuação, levando em conta os critérios de desempate.
| Pos.                            | Seleção            | Gr. | Pts | J | V | E | D | GP | GC | SG |
| ------------------------------- | ------------------ | --- | --- | - | - | - | - | -- | -- | -- |
| Final                           |                    |     |     |   |   |   |   |    |    |    |
| 1                               | Argentina          | A   | 13  | 7 | 6 | 1 | 0 | 14 | 5  | +9 |
| 2                               | Alemanha Ocidental | E   | 8   | 7 | 3 | 2 | 2 | 8  | 7  | +1 |
| Decisão do 3º e 4º lugares      |                    |     |     |   |   |   |   |    |    |    |
| 3                               | França             | C   | 10  | 7 | 4 | 2 | 1 | 12 | 6  | +6 |
| 4                               | Bélgica            | B   | 6   | 7 | 2 | 2 | 3 | 12 | 15 | –3 |
| Eliminados nas quartas de final |                    |     |     |   |   |   |   |    |    |    |
| 5                               | Brasil             | D   | 9   | 5 | 4 | 1 | 0 | 10 | 1  | +9 |
| 6                               | México             | B   | 8   | 5 | 3 | 2 | 0 | 6  | 2  | +4 |
| 7                               | Espanha            | D   | 7   | 5 | 3 | 1 | 1 | 11 | 4  | +7 |
| 8                               | Inglaterra         | F   | 5   | 5 | 2 | 1 | 2 | 7  | 3  | +4 |
| Eliminados nas oitavas de final |                    |     |     |   |   |   |   |    |    |    |
| 9                               | Dinamarca          | E   | 6   | 4 | 3 | 0 | 1 | 10 | 6  | +4 |
| 10                              | União Soviética    | C   | 5   | 4 | 2 | 1 | 1 | 12 | 5  | +7 |
| 11                              | Marrocos           | F   | 4   | 4 | 1 | 2 | 1 | 3  | 2  | +1 |
| 12                              | Itália             | A   | 4   | 4 | 1 | 2 | 1 | 5  | 6  | –1 |
| 13                              | Paraguai           | B   | 4   | 4 | 1 | 2 | 1 | 4  | 6  | –2 |
| 14                              | Polónia            | F   | 3   | 4 | 1 | 1 | 2 | 1  | 7  | –6 |
| 15                              | Bulgária           | A   | 2   | 4 | 0 | 2 | 2 | 2  | 6  | –4 |
| 16                              | Uruguai            | E   | 2   | 4 | 0 | 2 | 2 | 2  | 8  | –6 |
| Eliminados na primeira fase     |                    |     |     |   |   |   |   |    |    |    |
| 17                              | Portugal           | F   | 2   | 3 | 1 | 0 | 2 | 2  | 4  | –2 |
| 18                              | Hungria            | D   | 2   | 3 | 1 | 0 | 2 | 2  | 9  | –7 |
| 19                              | Escócia            | E   | 1   | 3 | 0 | 1 | 2 | 1  | 3  | –1 |
| 20                              | Coreia do Sul      | A   | 1   | 3 | 0 | 1 | 2 | 4  | 7  | –3 |
| 21                              | Irlanda do Norte   | D   | 1   | 3 | 0 | 1 | 2 | 2  | 6  | –4 |
| 22                              | Argélia            | D   | 1   | 3 | 0 | 1 | 2 | 1  | 5  | –4 |
| 23                              | Iraque             | B   | 0   | 3 | 0 | 0 | 3 | 1  | 4  | –3 |
| 24                              | Canadá             | C   | 0   | 3 | 0 | 0 | 3 | 0  | 5  | –5 |

## Premiações
| Campeã da Copa do Mundo FIFA de 1986 |
| ------------------------------------ |
| Argentina Segundo Título             |

### Individuais
| Bola de Ouro   | Bola de Prata     | Bola de Bronze       | Prêmio Yashin     |
| -------------- | ----------------- | -------------------- | ----------------- |
| Diego Maradona | Harald Schumacher | Preben Elkjær Larsen | Harald Schumacher |

### Artilharia
| Chuteira de Ouro | Chuteira de Prata                       | Chuteira de Bronze                                                   | FIFA Prêmio Fair Play |
| ---------------- | --------------------------------------- | -------------------------------------------------------------------- | --------------------- |
| Gary Lineker     | Diego Maradona Careca Emilio Butragueño | Jorge Valdano Preben Elkjær Larsen Alessandro Altobelli Igor Belanov | Brasil                |

## Artilharia
6 gols
- Gary Lineker

5 gols
- Diego Maradona
- Careca
- Emilio Butragueño

4 gols
- Preben Elkjær Larsen
- Igor Byelanov
- Jorge Valdano
- Alessandro Altobelli

3 gols
- Jan Ceulemans
- Nico Claesen
- Jesper Olsen
- Rudi Völler

| 2 gols - Jorge Burruchaga - Enzo Scifo - Josimar - Sócrates - Jean-Pierre Papin - Michel Platini - Yannick Stopyra - Klaus Allofs - Fernando Quirarte - Abderrazak Khairi - Roberto Cabañas - Julio César Romero - Ramón Calderé - Ivan Yaremchuk | 1 gol - Djamel Zidane - José Luis Brown - Pedro Pasculli - Oscar Ruggeri - Stéphane Demol - Erwin Vandenbergh - Franky Vercauteren - Daniel Veyt - Edinho - Plamen Getov - Nasko Sirakov - John Eriksen - Michael Laudrup - Søren Lerby - Peter Beardsley - Manuel Amoros - Luis Fernández - Jean-Marc Ferreri - Bernard Genghini - Dominique Rocheteau - Jean Tigana - Andreas Brehme - Lothar Matthäus - Karl-Heinz Rummenigge - Lajos Détári - Márton Esterházy - Ahmed Radhi - Luis Flores - Manuel Negrete - Hugo Sánchez - Raúl Servín - Abdelkrim Merry Krimau | - Colin Clarke - Norman Whiteside - Włodzimierz Smolarek - Carlos Manuel - Diamantino - Gordon Strachan - Choi Soon-ho - Huh Jung-moo - Kim Jong-boo - Park Chang-sun - Sergei Aleinikov - Oleg Blokhin - Vasiliy Rats - Sergey Rodionov - Pavel Yakovenko - Aleksandr Zavarov - Eloy - Andoni Goikoetxea - Julio Salinas - Juan Antonio Señor - Antonio Alzamendi - Enzo Francescoli Gols contra - Cho Kwang-rae (para a Itália) |